# Topoľovka
Topoľovka est un village de Slovaquie situé dans la région de Prešov.

## Histoire
Première mention écrite du village en 1479.

## Démographie

### Évolution de la population
| Année:               | 1994. | 2004.   | 2014.   | 2024.   |
| -------------------- | ----- | ------- | ------- | ------- |
| Nombre de personnes: | 812   | 823     | 815     | 807     |
| Différence:          |       | +1,35 % | -0,97 % | -0,98 % |

| Année:               | 2023. | 2024.   |
| -------------------- | ----- | ------- |
| Nombre de personnes: | 811   | 807     |
| Différence:          |       | -0,49 % |